# Ганно-Леонтовицька (пам'ятка природи)
Ганно-Леонтовицька — ботанічна пам'ятка природи місцевого значення. Об'єкт розташований на території Устинівського району Кіровоградської області, поблизу села Ганно-Леонтовичеве.
Площа — 0,5 га, статус отриманий у 1999 році.